# Педру Даміано
Педру Даміану (порт. Pedro Damião, Damiano; лат. Damianus; 1480—1544) — португальський фармацевт, шахіст. Народився в Одемірі, Португалія. Написав книгу «Questo libro e da imparare giocare a scachi et de li partiti», опубліковану в Римі (Італія) 1512 року, яка витримала вісім видань у XVI столітті. Описує правила гри, дає поради зі стратегії, представляє вибірку шахових задач (див. діаграми знизу), а також аналізує кілька шахових дебютів.

## Книга
«Questo libro e da imparare giocare a scachi et de li partiti» — найстаріша книга серед тих, які встановлюють, що клітина праворуч у рядку найближчому до кожного з гравців повинна бути білою. Також дає рекомендації стосовно шахів з зав'язаними очима, в яких головну роль відводить позначенню ходів за допомогою нумерації клітин 1-64 (Murray, 1913).
У своїй книзі Даміану припустив, що шахи винайшов Ксеркс, і це пояснило би походження їх португальської назви Xadrez та іспанської Ajedrez. Насправді, ці слова походять з санскриту чатуранга за посередництва арабської šaṭranj .

## Шахові дебюти
У своєму аналізі дебютів, Даміану припускає, що після 1.e4 e5 2.Nf3 відповідь 2... Nc6 найкраща і 2... d6 (тепер називається Захист Філідора) не така добра. Даміану справедливо засудив 2... f6 як найгіршу з допустимих оборон (Чорні можуть грати 2... Qh4 або 2... Qg5  гірше), але за іронією долі цей дебют несправедливо отримав назву (захист Даміану). Він стверджував, що 1.e4 і 1.d4 єдині хороші перші ходи і що 1.e4 найкращий. Досліджував Giuoco Piano, Захист Петрова, і прийнятий ферзевий гамбіт.

## Шахові задачі
|   | a | b | c | d | e | f | g | h |   |
| 8 | a8 чорний король · b8 чорна тура · h8 чорна тура · a7 чорний пішак · e4 чорний ферзь · b2 біла тура · f2 білий ферзь · a1 білий король · b1 біла тура | a8 чорний король · b8 чорна тура · h8 чорна тура · a7 чорний пішак · e4 чорний ферзь · b2 біла тура · f2 білий ферзь · a1 білий король · b1 біла тура | a8 чорний король · b8 чорна тура · h8 чорна тура · a7 чорний пішак · e4 чорний ферзь · b2 біла тура · f2 білий ферзь · a1 білий король · b1 біла тура | a8 чорний король · b8 чорна тура · h8 чорна тура · a7 чорний пішак · e4 чорний ферзь · b2 біла тура · f2 білий ферзь · a1 білий король · b1 біла тура | a8 чорний король · b8 чорна тура · h8 чорна тура · a7 чорний пішак · e4 чорний ферзь · b2 біла тура · f2 білий ферзь · a1 білий король · b1 біла тура | a8 чорний король · b8 чорна тура · h8 чорна тура · a7 чорний пішак · e4 чорний ферзь · b2 біла тура · f2 білий ферзь · a1 білий король · b1 біла тура | a8 чорний король · b8 чорна тура · h8 чорна тура · a7 чорний пішак · e4 чорний ферзь · b2 біла тура · f2 білий ферзь · a1 білий король · b1 біла тура | a8 чорний король · b8 чорна тура · h8 чорна тура · a7 чорний пішак · e4 чорний ферзь · b2 біла тура · f2 білий ферзь · a1 білий король · b1 біла тура | 8 |
| 7 | a8 чорний король · b8 чорна тура · h8 чорна тура · a7 чорний пішак · e4 чорний ферзь · b2 біла тура · f2 білий ферзь · a1 білий король · b1 біла тура | a8 чорний король · b8 чорна тура · h8 чорна тура · a7 чорний пішак · e4 чорний ферзь · b2 біла тура · f2 білий ферзь · a1 білий король · b1 біла тура | a8 чорний король · b8 чорна тура · h8 чорна тура · a7 чорний пішак · e4 чорний ферзь · b2 біла тура · f2 білий ферзь · a1 білий король · b1 біла тура | a8 чорний король · b8 чорна тура · h8 чорна тура · a7 чорний пішак · e4 чорний ферзь · b2 біла тура · f2 білий ферзь · a1 білий король · b1 біла тура | a8 чорний король · b8 чорна тура · h8 чорна тура · a7 чорний пішак · e4 чорний ферзь · b2 біла тура · f2 білий ферзь · a1 білий король · b1 біла тура | a8 чорний король · b8 чорна тура · h8 чорна тура · a7 чорний пішак · e4 чорний ферзь · b2 біла тура · f2 білий ферзь · a1 білий король · b1 біла тура | a8 чорний король · b8 чорна тура · h8 чорна тура · a7 чорний пішак · e4 чорний ферзь · b2 біла тура · f2 білий ферзь · a1 білий король · b1 біла тура | a8 чорний король · b8 чорна тура · h8 чорна тура · a7 чорний пішак · e4 чорний ферзь · b2 біла тура · f2 білий ферзь · a1 білий король · b1 біла тура | 7 |
| 6 | a8 чорний король · b8 чорна тура · h8 чорна тура · a7 чорний пішак · e4 чорний ферзь · b2 біла тура · f2 білий ферзь · a1 білий король · b1 біла тура | a8 чорний король · b8 чорна тура · h8 чорна тура · a7 чорний пішак · e4 чорний ферзь · b2 біла тура · f2 білий ферзь · a1 білий король · b1 біла тура | a8 чорний король · b8 чорна тура · h8 чорна тура · a7 чорний пішак · e4 чорний ферзь · b2 біла тура · f2 білий ферзь · a1 білий король · b1 біла тура | a8 чорний король · b8 чорна тура · h8 чорна тура · a7 чорний пішак · e4 чорний ферзь · b2 біла тура · f2 білий ферзь · a1 білий король · b1 біла тура | a8 чорний король · b8 чорна тура · h8 чорна тура · a7 чорний пішак · e4 чорний ферзь · b2 біла тура · f2 білий ферзь · a1 білий король · b1 біла тура | a8 чорний король · b8 чорна тура · h8 чорна тура · a7 чорний пішак · e4 чорний ферзь · b2 біла тура · f2 білий ферзь · a1 білий король · b1 біла тура | a8 чорний король · b8 чорна тура · h8 чорна тура · a7 чорний пішак · e4 чорний ферзь · b2 біла тура · f2 білий ферзь · a1 білий король · b1 біла тура | a8 чорний король · b8 чорна тура · h8 чорна тура · a7 чорний пішак · e4 чорний ферзь · b2 біла тура · f2 білий ферзь · a1 білий король · b1 біла тура | 6 |
| 5 | a8 чорний король · b8 чорна тура · h8 чорна тура · a7 чорний пішак · e4 чорний ферзь · b2 біла тура · f2 білий ферзь · a1 білий король · b1 біла тура | a8 чорний король · b8 чорна тура · h8 чорна тура · a7 чорний пішак · e4 чорний ферзь · b2 біла тура · f2 білий ферзь · a1 білий король · b1 біла тура | a8 чорний король · b8 чорна тура · h8 чорна тура · a7 чорний пішак · e4 чорний ферзь · b2 біла тура · f2 білий ферзь · a1 білий король · b1 біла тура | a8 чорний король · b8 чорна тура · h8 чорна тура · a7 чорний пішак · e4 чорний ферзь · b2 біла тура · f2 білий ферзь · a1 білий король · b1 біла тура | a8 чорний король · b8 чорна тура · h8 чорна тура · a7 чорний пішак · e4 чорний ферзь · b2 біла тура · f2 білий ферзь · a1 білий король · b1 біла тура | a8 чорний король · b8 чорна тура · h8 чорна тура · a7 чорний пішак · e4 чорний ферзь · b2 біла тура · f2 білий ферзь · a1 білий король · b1 біла тура | a8 чорний король · b8 чорна тура · h8 чорна тура · a7 чорний пішак · e4 чорний ферзь · b2 біла тура · f2 білий ферзь · a1 білий король · b1 біла тура | a8 чорний король · b8 чорна тура · h8 чорна тура · a7 чорний пішак · e4 чорний ферзь · b2 біла тура · f2 білий ферзь · a1 білий король · b1 біла тура | 5 |
| 4 | a8 чорний король · b8 чорна тура · h8 чорна тура · a7 чорний пішак · e4 чорний ферзь · b2 біла тура · f2 білий ферзь · a1 білий король · b1 біла тура | a8 чорний король · b8 чорна тура · h8 чорна тура · a7 чорний пішак · e4 чорний ферзь · b2 біла тура · f2 білий ферзь · a1 білий король · b1 біла тура | a8 чорний король · b8 чорна тура · h8 чорна тура · a7 чорний пішак · e4 чорний ферзь · b2 біла тура · f2 білий ферзь · a1 білий король · b1 біла тура | a8 чорний король · b8 чорна тура · h8 чорна тура · a7 чорний пішак · e4 чорний ферзь · b2 біла тура · f2 білий ферзь · a1 білий король · b1 біла тура | a8 чорний король · b8 чорна тура · h8 чорна тура · a7 чорний пішак · e4 чорний ферзь · b2 біла тура · f2 білий ферзь · a1 білий король · b1 біла тура | a8 чорний король · b8 чорна тура · h8 чорна тура · a7 чорний пішак · e4 чорний ферзь · b2 біла тура · f2 білий ферзь · a1 білий король · b1 біла тура | a8 чорний король · b8 чорна тура · h8 чорна тура · a7 чорний пішак · e4 чорний ферзь · b2 біла тура · f2 білий ферзь · a1 білий король · b1 біла тура | a8 чорний король · b8 чорна тура · h8 чорна тура · a7 чорний пішак · e4 чорний ферзь · b2 біла тура · f2 білий ферзь · a1 білий король · b1 біла тура | 4 |
| 3 | a8 чорний король · b8 чорна тура · h8 чорна тура · a7 чорний пішак · e4 чорний ферзь · b2 біла тура · f2 білий ферзь · a1 білий король · b1 біла тура | a8 чорний король · b8 чорна тура · h8 чорна тура · a7 чорний пішак · e4 чорний ферзь · b2 біла тура · f2 білий ферзь · a1 білий король · b1 біла тура | a8 чорний король · b8 чорна тура · h8 чорна тура · a7 чорний пішак · e4 чорний ферзь · b2 біла тура · f2 білий ферзь · a1 білий король · b1 біла тура | a8 чорний король · b8 чорна тура · h8 чорна тура · a7 чорний пішак · e4 чорний ферзь · b2 біла тура · f2 білий ферзь · a1 білий король · b1 біла тура | a8 чорний король · b8 чорна тура · h8 чорна тура · a7 чорний пішак · e4 чорний ферзь · b2 біла тура · f2 білий ферзь · a1 білий король · b1 біла тура | a8 чорний король · b8 чорна тура · h8 чорна тура · a7 чорний пішак · e4 чорний ферзь · b2 біла тура · f2 білий ферзь · a1 білий король · b1 біла тура | a8 чорний король · b8 чорна тура · h8 чорна тура · a7 чорний пішак · e4 чорний ферзь · b2 біла тура · f2 білий ферзь · a1 білий король · b1 біла тура | a8 чорний король · b8 чорна тура · h8 чорна тура · a7 чорний пішак · e4 чорний ферзь · b2 біла тура · f2 білий ферзь · a1 білий король · b1 біла тура | 3 |
| 2 | a8 чорний король · b8 чорна тура · h8 чорна тура · a7 чорний пішак · e4 чорний ферзь · b2 біла тура · f2 білий ферзь · a1 білий король · b1 біла тура | a8 чорний король · b8 чорна тура · h8 чорна тура · a7 чорний пішак · e4 чорний ферзь · b2 біла тура · f2 білий ферзь · a1 білий король · b1 біла тура | a8 чорний король · b8 чорна тура · h8 чорна тура · a7 чорний пішак · e4 чорний ферзь · b2 біла тура · f2 білий ферзь · a1 білий король · b1 біла тура | a8 чорний король · b8 чорна тура · h8 чорна тура · a7 чорний пішак · e4 чорний ферзь · b2 біла тура · f2 білий ферзь · a1 білий король · b1 біла тура | a8 чорний король · b8 чорна тура · h8 чорна тура · a7 чорний пішак · e4 чорний ферзь · b2 біла тура · f2 білий ферзь · a1 білий король · b1 біла тура | a8 чорний король · b8 чорна тура · h8 чорна тура · a7 чорний пішак · e4 чорний ферзь · b2 біла тура · f2 білий ферзь · a1 білий король · b1 біла тура | a8 чорний король · b8 чорна тура · h8 чорна тура · a7 чорний пішак · e4 чорний ферзь · b2 біла тура · f2 білий ферзь · a1 білий король · b1 біла тура | a8 чорний король · b8 чорна тура · h8 чорна тура · a7 чорний пішак · e4 чорний ферзь · b2 біла тура · f2 білий ферзь · a1 білий король · b1 біла тура | 2 |
| 1 | a8 чорний король · b8 чорна тура · h8 чорна тура · a7 чорний пішак · e4 чорний ферзь · b2 біла тура · f2 білий ферзь · a1 білий король · b1 біла тура | a8 чорний король · b8 чорна тура · h8 чорна тура · a7 чорний пішак · e4 чорний ферзь · b2 біла тура · f2 білий ферзь · a1 білий король · b1 біла тура | a8 чорний король · b8 чорна тура · h8 чорна тура · a7 чорний пішак · e4 чорний ферзь · b2 біла тура · f2 білий ферзь · a1 білий король · b1 біла тура | a8 чорний король · b8 чорна тура · h8 чорна тура · a7 чорний пішак · e4 чорний ферзь · b2 біла тура · f2 білий ферзь · a1 білий король · b1 біла тура | a8 чорний король · b8 чорна тура · h8 чорна тура · a7 чорний пішак · e4 чорний ферзь · b2 біла тура · f2 білий ферзь · a1 білий король · b1 біла тура | a8 чорний король · b8 чорна тура · h8 чорна тура · a7 чорний пішак · e4 чорний ферзь · b2 біла тура · f2 білий ферзь · a1 білий король · b1 біла тура | a8 чорний король · b8 чорна тура · h8 чорна тура · a7 чорний пішак · e4 чорний ферзь · b2 біла тура · f2 білий ферзь · a1 білий король · b1 біла тура | a8 чорний король · b8 чорна тура · h8 чорна тура · a7 чорний пішак · e4 чорний ферзь · b2 біла тура · f2 білий ферзь · a1 білий король · b1 біла тура | 1 |
|   | a | b | c | d | e | f | g | h |   |

|   | a | b | c | d | e | f | g | h |   |
| 8 | e8 чорний ферзь · f8 чорна тура · g8 чорний король · g7 чорний пішак · f6 чорний пішак · g6 білий пішак · e2 білий пішак · d1 білий ферзь · f1 біла тура · h1 біла тура | e8 чорний ферзь · f8 чорна тура · g8 чорний король · g7 чорний пішак · f6 чорний пішак · g6 білий пішак · e2 білий пішак · d1 білий ферзь · f1 біла тура · h1 біла тура | e8 чорний ферзь · f8 чорна тура · g8 чорний король · g7 чорний пішак · f6 чорний пішак · g6 білий пішак · e2 білий пішак · d1 білий ферзь · f1 біла тура · h1 біла тура | e8 чорний ферзь · f8 чорна тура · g8 чорний король · g7 чорний пішак · f6 чорний пішак · g6 білий пішак · e2 білий пішак · d1 білий ферзь · f1 біла тура · h1 біла тура | e8 чорний ферзь · f8 чорна тура · g8 чорний король · g7 чорний пішак · f6 чорний пішак · g6 білий пішак · e2 білий пішак · d1 білий ферзь · f1 біла тура · h1 біла тура | e8 чорний ферзь · f8 чорна тура · g8 чорний король · g7 чорний пішак · f6 чорний пішак · g6 білий пішак · e2 білий пішак · d1 білий ферзь · f1 біла тура · h1 біла тура | e8 чорний ферзь · f8 чорна тура · g8 чорний король · g7 чорний пішак · f6 чорний пішак · g6 білий пішак · e2 білий пішак · d1 білий ферзь · f1 біла тура · h1 біла тура | e8 чорний ферзь · f8 чорна тура · g8 чорний король · g7 чорний пішак · f6 чорний пішак · g6 білий пішак · e2 білий пішак · d1 білий ферзь · f1 біла тура · h1 біла тура | 8 |
| 7 | e8 чорний ферзь · f8 чорна тура · g8 чорний король · g7 чорний пішак · f6 чорний пішак · g6 білий пішак · e2 білий пішак · d1 білий ферзь · f1 біла тура · h1 біла тура | e8 чорний ферзь · f8 чорна тура · g8 чорний король · g7 чорний пішак · f6 чорний пішак · g6 білий пішак · e2 білий пішак · d1 білий ферзь · f1 біла тура · h1 біла тура | e8 чорний ферзь · f8 чорна тура · g8 чорний король · g7 чорний пішак · f6 чорний пішак · g6 білий пішак · e2 білий пішак · d1 білий ферзь · f1 біла тура · h1 біла тура | e8 чорний ферзь · f8 чорна тура · g8 чорний король · g7 чорний пішак · f6 чорний пішак · g6 білий пішак · e2 білий пішак · d1 білий ферзь · f1 біла тура · h1 біла тура | e8 чорний ферзь · f8 чорна тура · g8 чорний король · g7 чорний пішак · f6 чорний пішак · g6 білий пішак · e2 білий пішак · d1 білий ферзь · f1 біла тура · h1 біла тура | e8 чорний ферзь · f8 чорна тура · g8 чорний король · g7 чорний пішак · f6 чорний пішак · g6 білий пішак · e2 білий пішак · d1 білий ферзь · f1 біла тура · h1 біла тура | e8 чорний ферзь · f8 чорна тура · g8 чорний король · g7 чорний пішак · f6 чорний пішак · g6 білий пішак · e2 білий пішак · d1 білий ферзь · f1 біла тура · h1 біла тура | e8 чорний ферзь · f8 чорна тура · g8 чорний король · g7 чорний пішак · f6 чорний пішак · g6 білий пішак · e2 білий пішак · d1 білий ферзь · f1 біла тура · h1 біла тура | 7 |
| 6 | e8 чорний ферзь · f8 чорна тура · g8 чорний король · g7 чорний пішак · f6 чорний пішак · g6 білий пішак · e2 білий пішак · d1 білий ферзь · f1 біла тура · h1 біла тура | e8 чорний ферзь · f8 чорна тура · g8 чорний король · g7 чорний пішак · f6 чорний пішак · g6 білий пішак · e2 білий пішак · d1 білий ферзь · f1 біла тура · h1 біла тура | e8 чорний ферзь · f8 чорна тура · g8 чорний король · g7 чорний пішак · f6 чорний пішак · g6 білий пішак · e2 білий пішак · d1 білий ферзь · f1 біла тура · h1 біла тура | e8 чорний ферзь · f8 чорна тура · g8 чорний король · g7 чорний пішак · f6 чорний пішак · g6 білий пішак · e2 білий пішак · d1 білий ферзь · f1 біла тура · h1 біла тура | e8 чорний ферзь · f8 чорна тура · g8 чорний король · g7 чорний пішак · f6 чорний пішак · g6 білий пішак · e2 білий пішак · d1 білий ферзь · f1 біла тура · h1 біла тура | e8 чорний ферзь · f8 чорна тура · g8 чорний король · g7 чорний пішак · f6 чорний пішак · g6 білий пішак · e2 білий пішак · d1 білий ферзь · f1 біла тура · h1 біла тура | e8 чорний ферзь · f8 чорна тура · g8 чорний король · g7 чорний пішак · f6 чорний пішак · g6 білий пішак · e2 білий пішак · d1 білий ферзь · f1 біла тура · h1 біла тура | e8 чорний ферзь · f8 чорна тура · g8 чорний король · g7 чорний пішак · f6 чорний пішак · g6 білий пішак · e2 білий пішак · d1 білий ферзь · f1 біла тура · h1 біла тура | 6 |
| 5 | e8 чорний ферзь · f8 чорна тура · g8 чорний король · g7 чорний пішак · f6 чорний пішак · g6 білий пішак · e2 білий пішак · d1 білий ферзь · f1 біла тура · h1 біла тура | e8 чорний ферзь · f8 чорна тура · g8 чорний король · g7 чорний пішак · f6 чорний пішак · g6 білий пішак · e2 білий пішак · d1 білий ферзь · f1 біла тура · h1 біла тура | e8 чорний ферзь · f8 чорна тура · g8 чорний король · g7 чорний пішак · f6 чорний пішак · g6 білий пішак · e2 білий пішак · d1 білий ферзь · f1 біла тура · h1 біла тура | e8 чорний ферзь · f8 чорна тура · g8 чорний король · g7 чорний пішак · f6 чорний пішак · g6 білий пішак · e2 білий пішак · d1 білий ферзь · f1 біла тура · h1 біла тура | e8 чорний ферзь · f8 чорна тура · g8 чорний король · g7 чорний пішак · f6 чорний пішак · g6 білий пішак · e2 білий пішак · d1 білий ферзь · f1 біла тура · h1 біла тура | e8 чорний ферзь · f8 чорна тура · g8 чорний король · g7 чорний пішак · f6 чорний пішак · g6 білий пішак · e2 білий пішак · d1 білий ферзь · f1 біла тура · h1 біла тура | e8 чорний ферзь · f8 чорна тура · g8 чорний король · g7 чорний пішак · f6 чорний пішак · g6 білий пішак · e2 білий пішак · d1 білий ферзь · f1 біла тура · h1 біла тура | e8 чорний ферзь · f8 чорна тура · g8 чорний король · g7 чорний пішак · f6 чорний пішак · g6 білий пішак · e2 білий пішак · d1 білий ферзь · f1 біла тура · h1 біла тура | 5 |
| 4 | e8 чорний ферзь · f8 чорна тура · g8 чорний король · g7 чорний пішак · f6 чорний пішак · g6 білий пішак · e2 білий пішак · d1 білий ферзь · f1 біла тура · h1 біла тура | e8 чорний ферзь · f8 чорна тура · g8 чорний король · g7 чорний пішак · f6 чорний пішак · g6 білий пішак · e2 білий пішак · d1 білий ферзь · f1 біла тура · h1 біла тура | e8 чорний ферзь · f8 чорна тура · g8 чорний король · g7 чорний пішак · f6 чорний пішак · g6 білий пішак · e2 білий пішак · d1 білий ферзь · f1 біла тура · h1 біла тура | e8 чорний ферзь · f8 чорна тура · g8 чорний король · g7 чорний пішак · f6 чорний пішак · g6 білий пішак · e2 білий пішак · d1 білий ферзь · f1 біла тура · h1 біла тура | e8 чорний ферзь · f8 чорна тура · g8 чорний король · g7 чорний пішак · f6 чорний пішак · g6 білий пішак · e2 білий пішак · d1 білий ферзь · f1 біла тура · h1 біла тура | e8 чорний ферзь · f8 чорна тура · g8 чорний король · g7 чорний пішак · f6 чорний пішак · g6 білий пішак · e2 білий пішак · d1 білий ферзь · f1 біла тура · h1 біла тура | e8 чорний ферзь · f8 чорна тура · g8 чорний король · g7 чорний пішак · f6 чорний пішак · g6 білий пішак · e2 білий пішак · d1 білий ферзь · f1 біла тура · h1 біла тура | e8 чорний ферзь · f8 чорна тура · g8 чорний король · g7 чорний пішак · f6 чорний пішак · g6 білий пішак · e2 білий пішак · d1 білий ферзь · f1 біла тура · h1 біла тура | 4 |
| 3 | e8 чорний ферзь · f8 чорна тура · g8 чорний король · g7 чорний пішак · f6 чорний пішак · g6 білий пішак · e2 білий пішак · d1 білий ферзь · f1 біла тура · h1 біла тура | e8 чорний ферзь · f8 чорна тура · g8 чорний король · g7 чорний пішак · f6 чорний пішак · g6 білий пішак · e2 білий пішак · d1 білий ферзь · f1 біла тура · h1 біла тура | e8 чорний ферзь · f8 чорна тура · g8 чорний король · g7 чорний пішак · f6 чорний пішак · g6 білий пішак · e2 білий пішак · d1 білий ферзь · f1 біла тура · h1 біла тура | e8 чорний ферзь · f8 чорна тура · g8 чорний король · g7 чорний пішак · f6 чорний пішак · g6 білий пішак · e2 білий пішак · d1 білий ферзь · f1 біла тура · h1 біла тура | e8 чорний ферзь · f8 чорна тура · g8 чорний король · g7 чорний пішак · f6 чорний пішак · g6 білий пішак · e2 білий пішак · d1 білий ферзь · f1 біла тура · h1 біла тура | e8 чорний ферзь · f8 чорна тура · g8 чорний король · g7 чорний пішак · f6 чорний пішак · g6 білий пішак · e2 білий пішак · d1 білий ферзь · f1 біла тура · h1 біла тура | e8 чорний ферзь · f8 чорна тура · g8 чорний король · g7 чорний пішак · f6 чорний пішак · g6 білий пішак · e2 білий пішак · d1 білий ферзь · f1 біла тура · h1 біла тура | e8 чорний ферзь · f8 чорна тура · g8 чорний король · g7 чорний пішак · f6 чорний пішак · g6 білий пішак · e2 білий пішак · d1 білий ферзь · f1 біла тура · h1 біла тура | 3 |
| 2 | e8 чорний ферзь · f8 чорна тура · g8 чорний король · g7 чорний пішак · f6 чорний пішак · g6 білий пішак · e2 білий пішак · d1 білий ферзь · f1 біла тура · h1 біла тура | e8 чорний ферзь · f8 чорна тура · g8 чорний король · g7 чорний пішак · f6 чорний пішак · g6 білий пішак · e2 білий пішак · d1 білий ферзь · f1 біла тура · h1 біла тура | e8 чорний ферзь · f8 чорна тура · g8 чорний король · g7 чорний пішак · f6 чорний пішак · g6 білий пішак · e2 білий пішак · d1 білий ферзь · f1 біла тура · h1 біла тура | e8 чорний ферзь · f8 чорна тура · g8 чорний король · g7 чорний пішак · f6 чорний пішак · g6 білий пішак · e2 білий пішак · d1 білий ферзь · f1 біла тура · h1 біла тура | e8 чорний ферзь · f8 чорна тура · g8 чорний король · g7 чорний пішак · f6 чорний пішак · g6 білий пішак · e2 білий пішак · d1 білий ферзь · f1 біла тура · h1 біла тура | e8 чорний ферзь · f8 чорна тура · g8 чорний король · g7 чорний пішак · f6 чорний пішак · g6 білий пішак · e2 білий пішак · d1 білий ферзь · f1 біла тура · h1 біла тура | e8 чорний ферзь · f8 чорна тура · g8 чорний король · g7 чорний пішак · f6 чорний пішак · g6 білий пішак · e2 білий пішак · d1 білий ферзь · f1 біла тура · h1 біла тура | e8 чорний ферзь · f8 чорна тура · g8 чорний король · g7 чорний пішак · f6 чорний пішак · g6 білий пішак · e2 білий пішак · d1 білий ферзь · f1 біла тура · h1 біла тура | 2 |
| 1 | e8 чорний ферзь · f8 чорна тура · g8 чорний король · g7 чорний пішак · f6 чорний пішак · g6 білий пішак · e2 білий пішак · d1 білий ферзь · f1 біла тура · h1 біла тура | e8 чорний ферзь · f8 чорна тура · g8 чорний король · g7 чорний пішак · f6 чорний пішак · g6 білий пішак · e2 білий пішак · d1 білий ферзь · f1 біла тура · h1 біла тура | e8 чорний ферзь · f8 чорна тура · g8 чорний король · g7 чорний пішак · f6 чорний пішак · g6 білий пішак · e2 білий пішак · d1 білий ферзь · f1 біла тура · h1 біла тура | e8 чорний ферзь · f8 чорна тура · g8 чорний король · g7 чорний пішак · f6 чорний пішак · g6 білий пішак · e2 білий пішак · d1 білий ферзь · f1 біла тура · h1 біла тура | e8 чорний ферзь · f8 чорна тура · g8 чорний король · g7 чорний пішак · f6 чорний пішак · g6 білий пішак · e2 білий пішак · d1 білий ферзь · f1 біла тура · h1 біла тура | e8 чорний ферзь · f8 чорна тура · g8 чорний король · g7 чорний пішак · f6 чорний пішак · g6 білий пішак · e2 білий пішак · d1 білий ферзь · f1 біла тура · h1 біла тура | e8 чорний ферзь · f8 чорна тура · g8 чорний король · g7 чорний пішак · f6 чорний пішак · g6 білий пішак · e2 білий пішак · d1 білий ферзь · f1 біла тура · h1 біла тура | e8 чорний ферзь · f8 чорна тура · g8 чорний король · g7 чорний пішак · f6 чорний пішак · g6 білий пішак · e2 білий пішак · d1 білий ферзь · f1 біла тура · h1 біла тура | 1 |
|   | a | b | c | d | e | f | g | h |   |